# Lista de rios de Curitiba
A bacia hidrográfica de Curitiba é constituída de vários rios e riachos, que cortam a cidade em diferentes direções, agrupados em cinco bacias hidrográficas:
O principal rio do estado é o Paraná, sendo que o município de Curitiba localiza-se à margem direita e a leste da maior sub-bacia do rio Paraná, a bacia hidrográfica do rio Iguaçu.
A maior bacia hidrográfica de Curitiba é a do rio Barigüi, que atravessa o município de norte a sul e cobre uma área total de 139,9 km². Devido às altitudes mais altas de Curitiba serem no norte do município, todas as seis bacias hidrográficas correm para o sul, indo desembocar no principal rio de Curitiba, o Iguaçu, que por sua vez irá desaguar no rio Paraná, a oeste do estado.
| Bacias hidrográficas e suas respectivas áreas (em km²), em Curitiba |        |       |
| Bacias hidrográficas                                                | Área   | Área  |
| Bacias hidrográficas                                                | (km²)  | (%)   |
| Ribeirão dos Padilhas                                               | 33,8   | 7,82  |
| Rio Atuba                                                           | 63,71  | 14,74 |
| Rio Barigüi                                                         | 140,8  | 32,58 |
| Rio Belém                                                           | 87,77  | 20,31 |
| Rio Iguaçu                                                          | 68,15  | 15,77 |
| Rio Passaúna                                                        | 37,94  | 8,78  |
| Total                                                               | 432,17 | 100,0 |
| Fonte: SMSA - Secretaria Municipal de Saneamento                    |        |       |

## Lista de Rios

### Bacia do Ribeirão dos Padilhas
No total, a Bacia do Ribeirão dos Padilhas ocupa uma área de 33,8 km².
- Ribeirão dos Padilhas. Rio principal da Bacia com 9,40 km.

Afluentes
- Arroio Cercado
- Arroio da Boa Vista

### Bacia do Atuba
No total, a Bacia do Atuba-Bacacheri ocupa uma área de 63,71 km².
- Rio Atuba. Rio principal da Bacia com 18,2 km.

Afluentes
- Rio Bacacheri
- Rio Tarumã

### Bacia do Belém

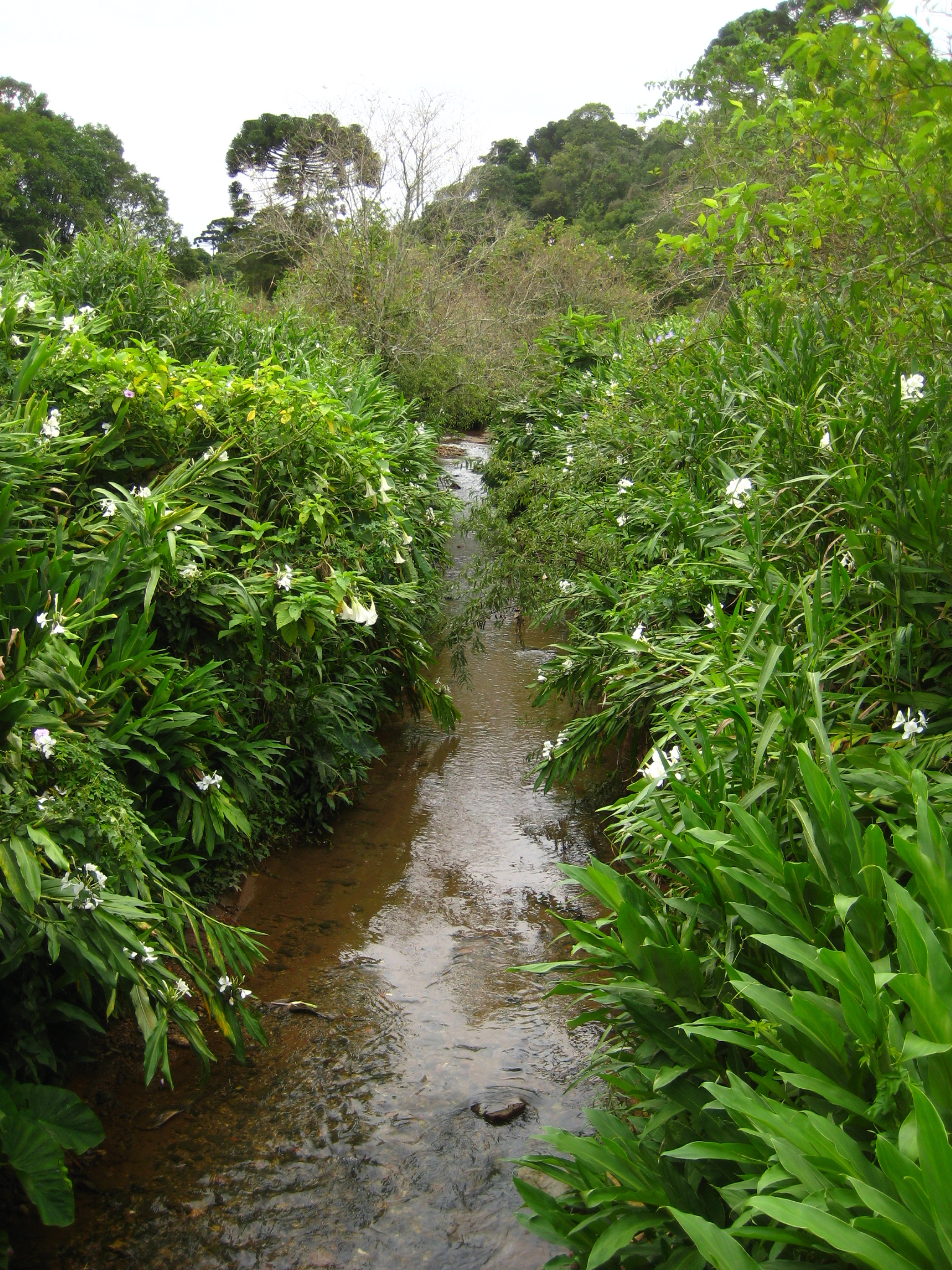
O Rio Belém em Curitiba

No total, a Bacia do Belém ocupa uma área de 87,77 km².
- Rio Belém. Rio principal da Bacia com 20,10  KM

Afluentes
- Rio Ivo
- Rio Juvevê
- Rio Água Verde
- Rio Guaíra
- Rio Pinheirinho

### Bacia do Barigui

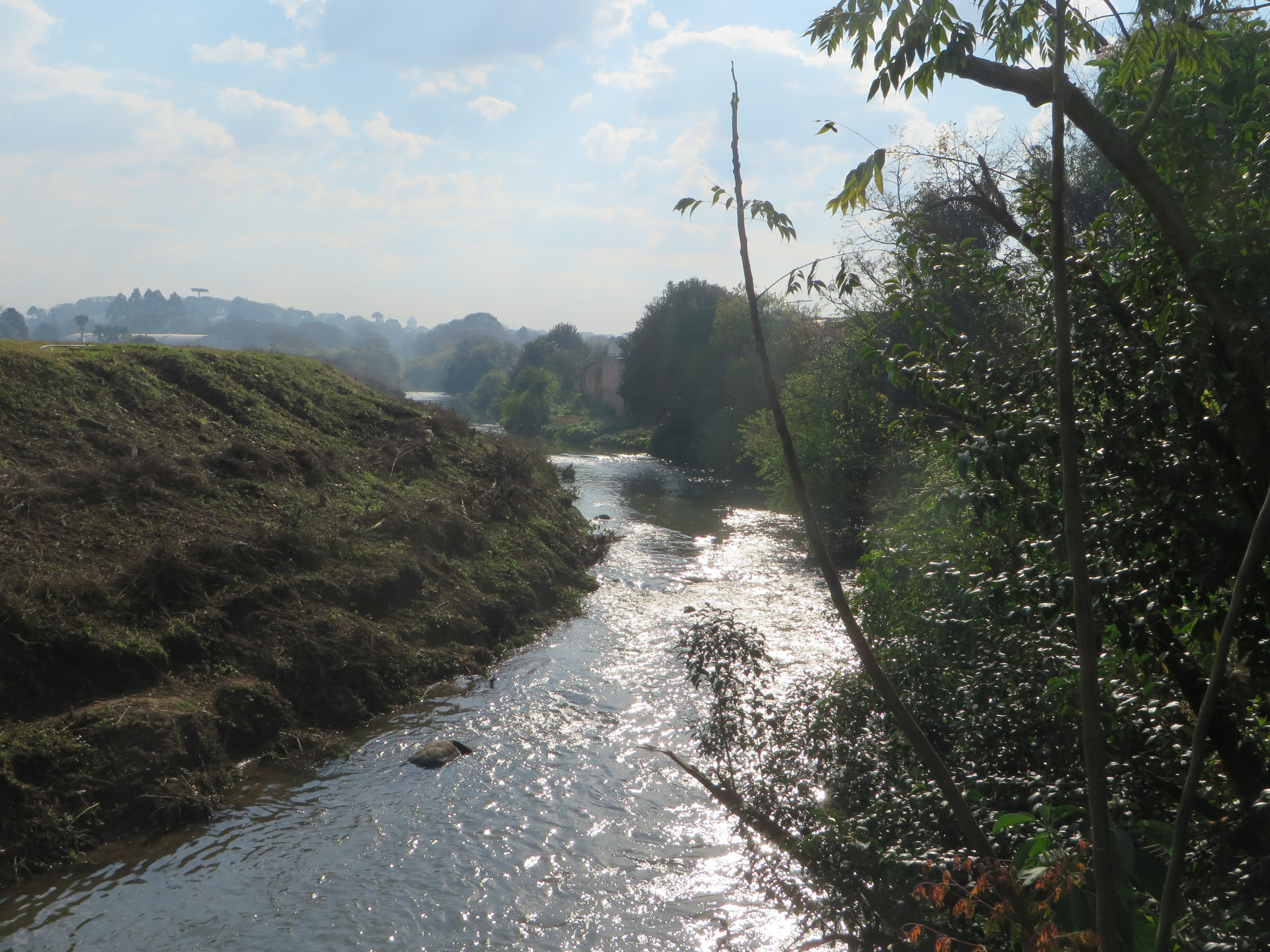
O Rio Barigui na altura dos bairros Campo Comprido e Santa Quitéria

No total, a Bacia Barigui ocupa uma área de 140,8 km².

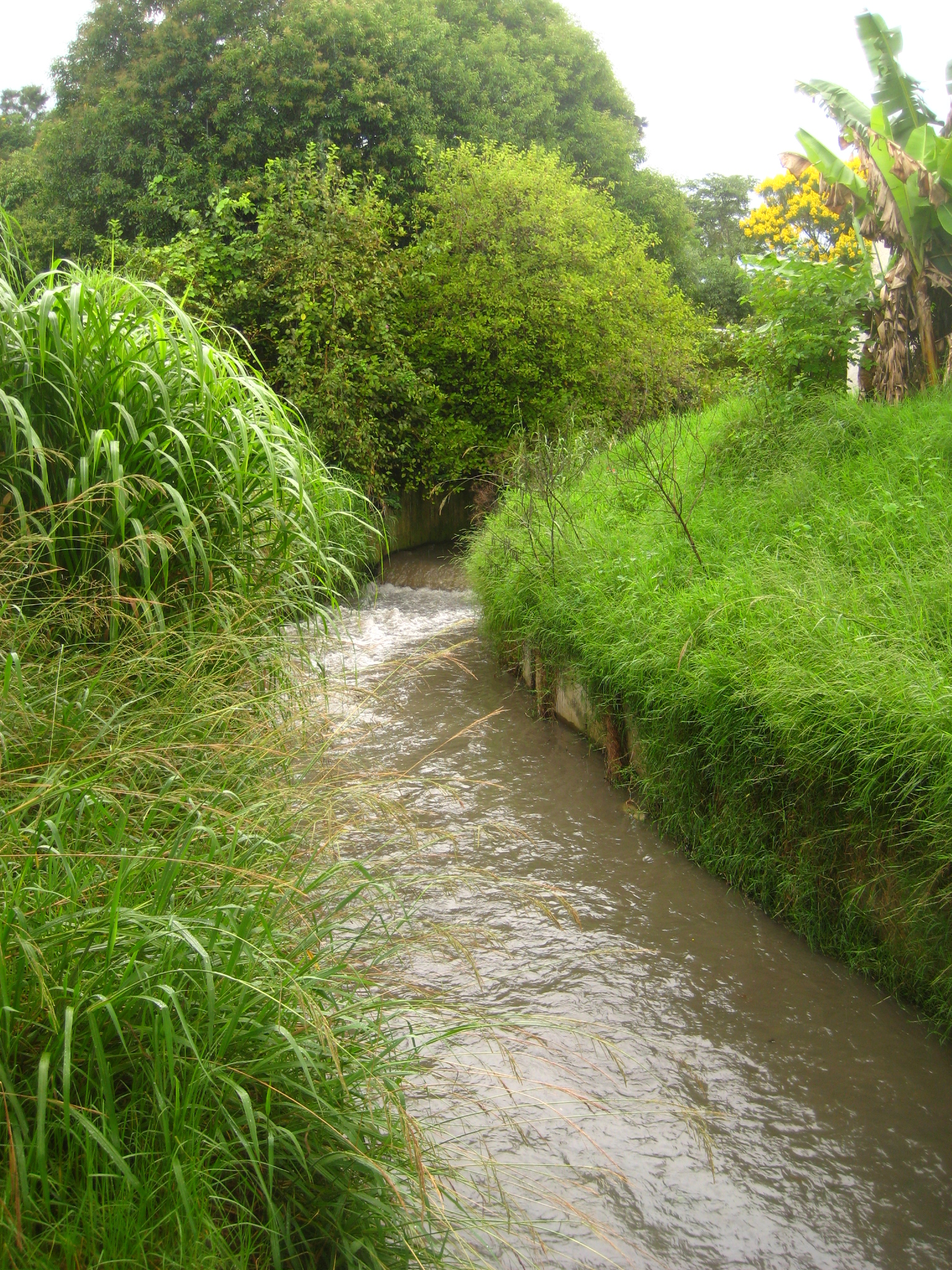
Córrego Vila Izabel em Curitiba

- Rio Barigüi. Rio principal.

Afluentes
- Rio Campo de Santana
- Rio Cascatinha
- Rio Uvú
- Rio Mossunguê
- Rio Vila Formosa
- Ribeirão do Mueller
- Ribeirão Campo Comprido
- Ribeirão Antônio Rosa
- Ribeirão Do Passo do França
- Arroio do Pulo
- Arroio da Ordem
- Arroio do Andrade
- Arroio do Pulgador
- Arroio do Passo do Melo
- Córrego Vista Alegre
- Rio do Wolf
- Córrego Capão Raso
- Córrego Vila Isabel

### Bacia do Passaúna
No total, a Bacia do Passaúna ocupa uma área de 37,94 km².
- Rio Passaúna. Rio principal da Bacia com 18,2 km.

### Bacia do Iguaçu

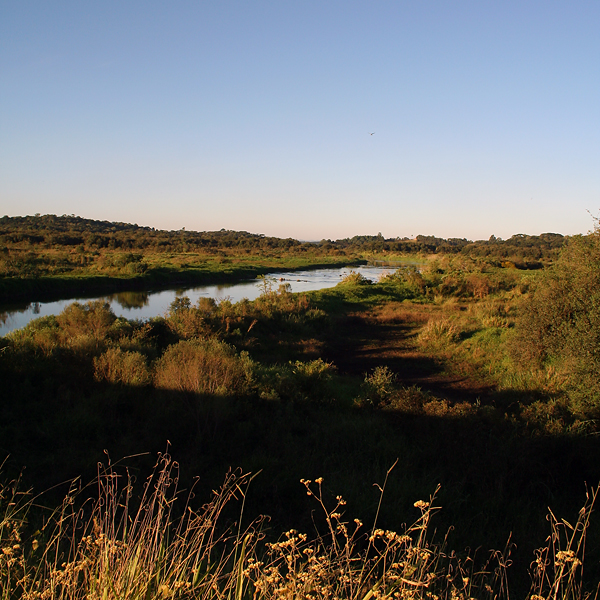
Rio Iguaçu, na passagem pelo bairro Umbará, região sul da cidade

No total, a Bacia do Iguaçú ocupa uma área de 68,15 km².
- Rio Iguaçu. Rio principal da Bacia.

Afluentes
- Rio Ponta Grossa
- Arroio do Espigão
- Arroio do Prensa